# Torrent de ses Talaioles
El torrent de ses Talaioles és un curs d'aigua intermitent situat al vessant oriental de les Serres de Llevant (Mallorca), la conca del qual, d'uns 57 km² està inscrita dins del terme de Manacor. Recull les aigües del sector central de la marina de Manacor, així com de certs contraforts de les serres de Llevant com el puig de Sa Bandera o de s'Heretge. Es forma amb la unió de certs torrents com el de Son Crespí, Son Comte i So na Moixa.
Desemboca després de creuar al nucli turístic de Porto Cristo i forma un important port natural, de relleu serpentejant, conegut com a port de Manacor. El seu curs baix, anomenat es riuet, forma un seguit de meandres i una zona humida, antigament aïllada del mar per una barra de sorra però actualment aquest sistema ha estat connectat artificialment amb la mar per tal d'aprofitar l'espai per ús portuari.
Aquests aiguamolls presents a la desembocadura són d'especial interès per la presència d'hàbitats d'interès comunitari com salicorniars, matollars halòfils mediterranis i pradells de Juncetalia maritimi així com la presència de l'amenaçada tortuga d'estany (Emys orbicularis).